# Anomala dubia
Anomala dubia es una especie de escarabajo del género Anomala, familia Scarabaeidae. Fue descrita científicamente por Scopoli en 1763.
Esta especie se encuentra en el continente asiático y varios países de Europa. 